# Oltênia

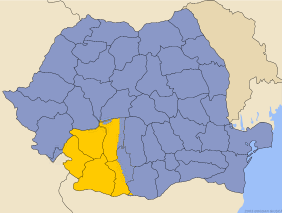
Mapa da Romênia com a Oltênia em amarelo

A Oltênia (português brasileiro) ou Olténia (português europeu) (ou Pequena Valáquia) é uma província histórica da Romênia, parte da região histórica da Valáquia. Está fica entre o rio Danúbio e os montes Cárpatos e o rio Olt, que é a fronteira natural da Oltênia com a Muntênia (ou Grande Valáquia).
Os condados que fazem parte tradicionalmente da Oltênia são: Mehedinţi, Gorj, Dolj, Vâlcea e Olt.
A principal cidade oltena é Craiova. Outras localidades importantes são Drobeta-Turnu Severin, Râmnicu Vâlcea, Slatina, Târgu Jiu, Caracal e Motru. 